# Cernooki, Kărdjali
Cernooki (în bulgară Чернооки) este un sat în comuna Krumovgrad, regiunea Kărdjali,  Bulgaria. 

## Demografie
Componența etnică a satului Cernooki
     Bulgari (8,82%)
     Turci (89,7%)
     Nicio identificare (1,47%)
     Altele (0%)
La recensământul din 2011, populația satului Cernooki era de 68 locuitori. Din punct de vedere etnic, majoritatea locuitorilor (89,7%) erau turci, cu o minoritate de bulgari (8,82%). Pentru 1,47% din locuitori nu este cunoscută apartenența etnică.